# Parafia św. Mikołaja we Włocławku
Parafia św. Mikołaja – parafia prawosławna we Włocławku, w dekanacie kujawsko-pomorskim diecezji łódzko-poznańskiej.
Na terenie parafii funkcjonuje 1 cerkiew:
- cerkiew św. Mikołaja we Włocławku – parafialna

## Wykaz proboszczów
- 1981–1985 – ks. Michał Szlaga
- 6.10.1988 – 10.12.1988 – ks. Jarosław Szczerbacz
- – ks. Mikołaj Hajduczenia
- 10.03.2009 –2021 – ks. Mirosław Antosiuk
- od 2021 – ks. Aleksy Lisenkow